# Eulogie
Eulogie (gr. εὐλογία, wörtl.: „gutes Wort“, übertragene Bedeutung: „Segenspruch“) ist ein theologischer Begriff, der sowohl in der neutestamentlichen Wissenschaft als auch in der Liturgik verwendet wird.

## Neues Testament
In der neutestamentlichen Interpretation ist die Eulogie als literarische Form Bestandteil des frühchristlichen Briefpräskripts. Die im Neuen Testament überlieferten Briefe halten sich überwiegend an das antike Briefformular, d. h. Anfang und Schluss eines Briefes folgen einer festen Form. Den Briefanfang bildet das Präskript, das den Namen des Absenders (superscriptio), den Namen des Adressaten (adscriptio) und einen Gruß (salutatio) enthält in der Form „X sagt Y: Hallo!“
In den neutestamentlichen Briefen folgt nun das Proömium, eine Danksagung an die Adressatengemeinde, oder eine Eulogie.
Die Eulogie stammt von den jüdischen Segensformeln (Bracha) her, die mit baruch haSchem beginnen, im Griechischen übersetzt durch eulogetós ho theós, daher der Name.
Im Gegensatz zum Proömium, das die Adressaten direkt anspricht (und manchmal auch um ihr Wohlwollen wirbt), ist die Eulogie von der liturgischen Sprache her geprägt und hat nicht die Briefempfänger, sondern Gott im Blick.

## Liturgik
In der Liturgik ist unter Eulogie – im Unterschied zum konsekrierten Brot der Kommunion – das nach der Eucharistiefeier an die anwesenden Gläubigen (von Augustinus von Hippo auch „Katechumenen“ genannt) als Sinnbild der Einheit und Liebe des Eucharistiesakramentes gesegnete und anschließend verteilte Brot zu verstehen. Im Laufe der Jahrhunderte hat dieser Brauch nur noch mancherorts überlebt, darunter vor allem im Bereich der Ostkirchen (→ Antidoron).